# 박주현 (1994년)
박주현(10월 5일 ~ )은 대한민국의 배우이다.

## 학력
- 금명여자고등학교 졸업
- 한국예술종합학교 연극원 연기과 예술사

## 출연작

### 영화
- 2015년 영화 《목욕》
- 2015년 영화 《하우쓰케이크》
- 2016년 영화 《상상하지마》
- 2016년 영화 《추격》
- 2016년 영화 《틈》
- 2016년 영화 《새》
- 2017년 영화 《가족모임》
- 2017년 영화 《달리고 또 달리고》
- 2017년 영화 《집착》
- 2018년 영화 《내안의 그놈》 ... 여학생 1 역
- 2022년 영화 《서울대작전》 ... 윤희 역
- 2024년 영화 《드라이브》 ... 한유나 역
- 2024년 영화 《탈출: 프로젝트 사일런스》 ... 유라 역
- 2024년 영화 《6시간 후 너는 죽는다》 … 이정윤 역

### 드라마
| 연도   | 방송사     | 제목                                    | 역할          | 비고     |
| ------ | ---------- | --------------------------------------- | ------------- | -------- |
|        | 웹드라마   | 《그라펜 비긴즈》                       |               |          |
| 2019년 | tvN        | 드라마 스테이지 《아내의 침대》         | 한체리        | 주연     |
| 2020년 | tvN        | 월화드라마 《반의 반》                  | 지수          | 특별출연 |
| 2020년 | Netflix    | 오리지널 드라마 《인간수업》            | 배규리        | 주연     |
| 2020년 | KBS2       | 예능드라마 《좀비탐정》                 | 공선지        | 주연     |
| 2021년 | tvN        | 수목드라마 《마우스》                   | 오봉이        | 주연     |
| 2022년 | KBS2       | 수목드라마 《너에게 가는 속도 493KM》   | 박태양        | 주연     |
| 2022년 | MBC        | 금토드라마 《금혼령, 조선 혼인 금지령》 | 예소랑/예현선 | 주연     |
| 2024년 | KBS2       | 수목드라마 《완벽한 가족》              | 최선희        | 주연     |
| 2025년 | U+모바일tv | 오리지널 드라마 《메스를 든 사냥꾼》    | 서세현        | 주연     |

### 연극
- 2016년 《햄릿》
- 2018년 《수박》
- 2018년 《여름과 연기》

### 예능
- 2024년 《무쇠소녀단》
- 2025년 《무쇠소녀단2》

## 광고
- 2016 그라펜
- 2016 G마켓 hp스펙터노트북
- 2017 삼성 프레임TV
- 2017 설화수
- 2017 트리바고
- 2018 한국관광공사 평창여행의 달
- 2018 워크포레스트성수
- 2018 샘표 연두
- 2018 요기요
- 2018 코코메이 코엘시아
- 2018 갤럭시 노트9
- 2018 리니지
- 2019 던킨도너츠
- 2019 디스커버리 익스페디션

## 수상 및 후보
| 연도 | 시상식                       | 부문                           | 작품                   | 결과 |
| ---- | ---------------------------- | ------------------------------ | ---------------------- | ---- |
| 2020 | 제5회 아시아 아티스트 어워즈 | AAA 베스트 초이스상            | 빈칸                   | 수상 |
| 2020 | KBS 연기대상                 | 여자 신인연기상                | 좀비탐정               | 후보 |
| 2021 | 제57회 백상예술대상          | TV부문 여자 신인연기상         | 인간수업               | 수상 |
| 2022 | MBC 연기대상                 | 미니시리즈부문 여자 우수연기상 | 금혼령                 | 수상 |
| 2022 | KBS 연기대상                 | 여자 신인연기상                | 너에게 가는 속도 493KM | 후보 |
| 2024 | 제45회 청룡영화상            | 신인여우상                     | 드라이브               | 수상 |
| 2024 | KBS 연기대상                 | 미니시리즈부문 여자 우수연기상 | 완벽한 가족            | 후보 |
| 2024 | KBS 연기대상                 | 여자 인기상                    | 완벽한 가족            | 후보 |